# Хадым Синан-паша
Хады́м Сина́н-паша́ (босн. Hadum Sinan-paša Borovinić, тур. Hadım Sinan Paşa; ум. 23 января 1517) — османский государственный и военный деятель, великий визирь Османской империи (18 июня 1515 — 23 сентября 1515, 26 апреля 1516 — 23 января 1517). Он «сыграл решающую роль в победе Османской империи при Чалдыране» и был «главным архитектором османской победы над султаном мамлюков».
Прозвище Хадым (тур. Hadım — евнух) показывает, что он был евнухом.

## Происхождение
Синан-паша был христианского, возможно, боснийского происхождения. Согласно рагузским документам, он принадлежал к семье Боровиничей из Восточной Боснии . Османист Хит Лоури причислял Синана-пашу к тем из османских чиновников, которые попали к османам как пленники или заложники.

## Карьера
Будущий визирь попал в детстве по системе девширме в Стамбул, был обращён в ислам и получил имя Синан. Образование он получил в Эндеруне. По окончании обучения в 1514 году Синан получил звание санджакбея и был направлен в Боснию.
23 апреля 1514 года султан Селим I назначил Хадым Синана-пашу бейлербеем Анатолии вместо Мустафы-паши. 23 августа того же года битве при Чалдыране против шаха Исмаила в соответствии с принятым в Османской империи порядком Синан командовал правым флангом османской армии. После победы в битве Синан, сыгравший в ней большую роль, был назначен бейлербеем Румелии вместо погибшего 25 августа от ран, полученных в битве, Хасана-паши.
Победив в битве Исмаила Селим решил наказать своего деда, Алауддевле Бозкурта, который правил бейликом Дулкадиридов. Султан был недоволен двойственной политикой Алауддевле Бозкурт, который не поддержал его в войне с Исмаилом и поддерживал связи с мамлюками. Селим решил захватить бейлик и поставить его правителем племянника Алауддевле Али-бея, который находился в это время на османской службе и отличился при Чалдыране. По указанию султана, Али-бей получил войско и вторгся на земли бейлика, заняв Кайсери и Бозок. Оказавшийся в безвыходном положении Алауддевле обратился за помощью к мамлюкскому султану Кансуху аль-Гаури, и тот отправил к Селиму посланника с требованием вывести армию и убрать Али-бея. В ответ 5 июня 1515 года в Сивасе Селим приказал Синану отправиться на завоевание бейлика. Во главе 10 тысячного войска Синан-паша выступил на юг и 12 июня 1515 года в битве у Гёксуна разбил армию Дулкадиридов. Алауддевле погиб сам, вместе с ними погибли его четыре сына и тридцать приближенных. Успех Синана-паши по завоеванию бейлика был высоко оценен Селимом в письме, которое он послал своему сыну Сулейману. На диване 18 июня у Гёксуна Селим снял с должности и казнил великого визиря Дукакинзаде Ахмед-пашу и назначил на его место Синана. Первый визират Синана-паши длился три месяца до 23 сентября 1515 года, когда Селим назначил великим визирем Херсекзаде Ахмеда-пашу (это был уже пятый визират Ахмеда-паши). Чтобы не огорчать Синана снятием с должности, Селим даровал ему три сотни тысяч акче, два кафтана и ценный меч.
26 апреля 1516 года, разгневавшись из-за осады шахом Исмаилом Диярбакыра, Селим снял Херсекзаде Ахмета-пашу с должности и снова назначил Синана. Сразу же после этого Синан был назначен сераскером армии для упрочения власти османов на юго-востоке Анатолии. 28 апреля Синан выехал из Стамбула. Прибыв в Эльбистан с 40 тысячной армией, он от границы написал письма мамлюкским наместникам в Сирии, предупреждая, что собирается пересечь Евфрат и предлагая подчиниться. Не получив от них положительного ответа, он понял, что они сотрудничают с Кансухом аль-Гаури и шахом Исмаилом, о чём и сообщил султану. Селим выехал из Стамбула 4 июня, решив начать войну против мамлюков, Синану-паше было приказано строить для армии мосты на Евфрате и ждать султана. 23 июля султан встретился с Синаном у Эльбистана. К этому моменту прибыли крымские войска под командованием Саадета Герая, сына Менгли Гирая.
Султан мамлюков покинул Алеппо и организовал ставку перед Гробницей Давида. Две армии встретились 24 августа 1516 года на Дабикском поле. Селим занимал позицию в центре, а Синан-паша на правом фланге. Армия Селима одержала победу, Кансух аль-Гаури погиб. Были захвачены Алеппо, Хама, Хомс и Дамаск — вся Сирия оказалась завоёвана. Султан, который оставался в Дамаске, чтобы организовать управление, отправил 1 декабря 1516 года в Газу Синана-пашу с армией. Джанберды аль-Газали возглавил армию мамлюков и потерпел поражение 21 декабря. По пути на юг Синан-паша одержал вторую победу над мамлюками в Хан-Юнисе (декабрь 1516).
Зимой Селим готовился к походу в Египет через пустыню. Несколько тысяч верблюдов были куплены, чтобы нести бурдюки с водой, и два миллиона акче были распределены в качестве награды среди солдат. Селим прибыл в Газу 3 января 1517 года, в награду за успехи он даровал Синану великолепный меч, а затем приказал ему идти с пятью тысячами человек на Каир. Синан-паша возглавлял правый фланг османской армии в битве при Райданийе, которая состоялась 23 января 1517 года (И. Узунчаршилы называл 26 января). Новый султан мамлюков Туманбай напал на центр построения османской армии, где находился Селим. Не добившись успеха там, он направил удар налево, на правый фланг османов. В этом бою Синан-паша получил ранение в грудь и скончался, когда его отвели в шатёр. Й. Хаммер так описал смерть визиря: «Мамелюки, во главе с султаном Туманбаем и его двумя самыми доблестными капитанами, Аланбаем и Куртбаем дали клятву захватить султана османов, живого или мертвого. Они ошиблись и приняли великого везира за султана. Синан стоял между Махмудом-беем Рамазаноглу и Али Хаснедаром. Туманбай напал прямо на великого визиря, Аланбай на Махмуда и Куртбай на Али, с такой энергичностью и яростью, что все трое пронзили выбранных противников». Тело Синана-паши было похоронено в завийе шейха Демирташа на следующий день после победы, и султан Селим приказал возвести для своего визиря гробницу.

## Личность
Синан-паша был одним из двух белых евнухов, дослужившихся до поста великого визиря. По мнению историка Кристин Уайтхед, «он сыграл решающую роль в победе Османской империи при Чалдыране» и был «главным архитектором османской победы над султаном мамлюков». И. Узунчаршилы писал, что Синан был верным и смелым. Ш. Туран так же отмечал, что Синан-паша был известен своей смелостью, честностью и преданностью своему долгу, был особенно уважаем и ценим султаном. То, что он служил Селиму I и ни разу не пострадал от гнева этого султана, показывает, что Синан был хорошим администратором.
Султан был очень расстроен, что потерял такого слугу и произнёс, узнав о его смерти: «Хотя мы получили Египет, мы потеряли Синана». И. Узунчаршилы приводил эту фразу немного в другом виде: «Я получил трон Юсуфа, но потерял верного и смелого сердара Синана».